# Cladoxilòpsides
Les cladoxilòpsides (Cladoxylopsida) són una classe plantes vasculars sense llavor coneguda només pels seus fòssils que es creu que són antecessor de falgueres i equisets. Els fòssils de Wattieza són el primer arbre identificat del registre fòssil.
Tenien un tronc central, des de la punta del qual en sortien branques laterals. Els seus fòssils són dels períodes Devonià i Carbonífer principalment i només es conserven les tiges.

## Taxonomia
La seva taxonomia és incerta; inclou dos ordres:
- Ordre Cladoxylales
- Ordre Hyeniales